# 半透膜

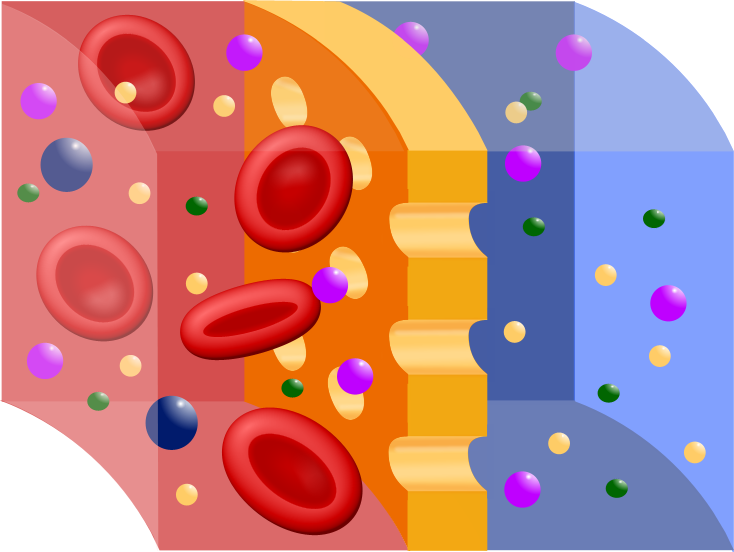
上圖顯示的半透膜（黃）。只有綠、黃、紫三種粒子能夠穿過。

半透膜（英語：semipermeable membrane）是一种聚合物膜，分为天然半透膜和合成半透膜。半透膜允许有特定大小、电荷等物理特性的分子或离子经渗透后被动或主动转运通过膜。通过速率取决于两边的分子或溶质的压力、浓度和温度，以及膜对溶质的渗透性。根据膜和溶质的不同，渗透性可能取决于溶质的大小、溶解度、特性或化学性质。
膜选择渗透性的构造将决定速率和渗透性。许多相当厚的天然和合成材料也是半透性的，例如细胞膜、膀胱膜、羊皮纸以及人工制的胶棉薄膜等。现代半透膜还用多孔性壁（如无釉陶瓷）并使适当的化合物（如铁氰化铜）沉淀于其孔隙中制成。半透膜用于渗透溶胶和测定渗透压强等。生物吸取养分也是必須通过半透膜进行的，分子的通过由促进扩散、被动运输或由嵌入膜中的蛋白质调节的主动运输控制。